# Sol Kyung-gu
Sol Kyung-gu (설경구?, 薛耿求?, Seol Gyeong-guLR, Sŏl KyŏngguMR; Seocheon, 1º maggio 1967) è un attore sudcoreano, noto per le sue interpretazioni nei film Bakha satang (2000), Oasis (2002) e So-won (2013).

## Filmografia
- A petal, regia di Jang Sun-woo (1996)
- Chunyudleui jeonyuksiksah, regia di Im Sang-soo (1998)
- Yuryeong, regia di Byung-chun Min (1999)
- Saeneun pyegoksuneul keruinda, regia di Soo-il Jeon (1999)
- Song-o, regia di Jong-won Park (1999)
- Bakha satang, regia di Lee Chang-dong (2000)
- Danjeogbiyeonsu, regia di Je-hyeon Park (2000)
- Nado anaega iss-eoss-eumyeon joketda, regia di Park Heung-sik (2001)
- Shotoku taishi, regia di Mikio Sato (film TV, 2001)
- Gonggongui jeog, regia di Woo-Suk Kang (2002)
- Oasis, regia di Lee Chang-dong (2002)
- Gwangbokjeol teuksa, regia di Kim Sang-jin (2002)
- Silmido, regia di Woo-Suk Kang (2003)
- Yeokdosan, regia di Hae-sung Song (2004)
- Gonggongui jeog 2, regia di Woo-Suk Kang (2005)
- Sarang-eul nochida, regia di Chang-min Choo (2006)
- Yeolhyeol-nama, regia di Jeong-beom Lee (2006)
- Geu nom moksori, regia di Jin-pyo Park (2007)
- Ssa-um, regia di Han Ji-Seung (2007)
- Kang Chul-jung: Gonggongui jeog 1-1, regia di Woo-Suk Kang (2008)
- Yeohaengja, regia di Ounie Lecomte (2009)
- Haeundae, regia di Yoon Je-kyoon (2009)
- Nae sa-rang nae gyeol-ae, regia di Jin-pyo Park (2009)
- Yongseoneun eopda, regia di Kim Hyeong-jun (2010)
- Haegyeolsa, regia di Hyeok-jae Kwon (2010)
- Kamelia, regia di Joon-Hwan Jang, Wisit Sasanatieng e Isao Yukisada (2010)[3]
- The Tower, regia di Kim Ji-hoon (2012)
- Cold Eyes, regia di Jo Ui-seok e Kim Byeong-seo (2013)
- Seu-pa-i, regia di Lee Seung-jun (2013)
- So-won, regia di Lee Joon-ik (2013)
- Na-eui dok-jae-ja, regia di Hae-jun Lee (2014)
- Seobujeonseon, regia di Cheon Seong-il (2015)
- Lucid Dream, regia di Kim Joon-sung (2017)
- Bulhandang, regia di Sung-hyun Byun (2017)
- Salinjaui gieokbeob, regia di Shin-yeon Won (2017)
- 1987, regia di Joon-Hwan Jang (2017)
- Woosang, regia di Su-jin Lee (2019)
- Saeng-il, regia di Jong-un Lee (2019)
- Peopekteu maen, regia di Yong Soo (2019)
- Jasaneobu, regia di Joon-ik Lee (2021)
- Kingmaker, regia di Sung-hyun Byun (2022)
- Kill Boksoon (길복순, Gil Bok-sun), regia di Byun Sung-hyun (2023)
- Come un'onda (돌풍?, DolpungLR) – serie TV (2024)